# 新古河駅
新古河駅（しんこがえき）は、埼玉県加須市向古河（むかいこが）にある、東武鉄道日光線の駅である。駅番号はTN 05。

## 歴史
- 1929年（昭和4年）
  - 4月1日 - 東武日光線杉戸駅（現・東武動物公園駅） - 新鹿沼駅間開通と同時に開業[1][2]。現行の位置より約400メートル南側（栗橋寄り）にあった。
  - 10月1日 - 釣り客誘致のため、特急が停車する。
- 1935年（昭和10年）7月21日 - 3代目三国橋の完成に伴い現在地に移設され、旧駅は貨物駅「新古河荷扱所」になる[1]（後に信号所に転換され、1981年〈昭和56年〉9月15日廃止）。
- 1942年（昭和17年） - 特急が運行休止。
- 1947年（昭和22年）9月15日 - カスリーン台風により、渡良瀬川でも三国橋の右岸300メートルのところで堤防が決壊し[3][4]、当駅はプラットホームのみを残しすべて流失[要出典]。
- 2006年（平成18年）3月18日 - ダイヤ改正に伴い、区間快速列車が停車。昼間時間帯における旧準急（区間急行となったのち廃止）が南栗橋駅において系統分割された代わりに速達化が図られる[5]。
- 2012年（平成24年）3月17日 - TN 05の駅ナンバリングを導入。
- 2013年（平成25年）3月16日 - ダイヤ改正で、区間快速は通過となる[6]。
- 2017年（平成29年）4月21日 - ダイヤ改正で、旧区間急行列車が廃止、当駅に停車する列車は全て南栗橋駅発着となる。

## 駅構造
相対式ホーム2面2線の地上駅で、橋上駅舎を有している。PASMO対応自動改札機・エレベーターおよび多機能トイレ設置。エスカレーターは設置されていない。

### のりば
| 番線 | 路線   | 方向 | 行先                                          |
| ---- | ------ | ---- | --------------------------------------------- |
| 1    | 日光線 | 上り | 南栗橋方面                                    |
| 2    | 日光線 | 下り | 新栃木・東武日光・鬼怒川温泉・ 東武宇都宮方面 |

- 上記の路線名は旅客案内上の名称（「東武スカイツリーライン」は愛称）で表記している。
- 2013年3月16日のダイヤ改正で当駅は区間快速の停車駅から外され[6]、また当駅から東武動物公園・都心方面を乗り換え無しで結ぶ列車も2017年4月21日改正で消滅した。そのため、当駅と東武動物公園駅及び都心方面を行き来する場合は、南栗橋駅で必ず乗り換えとなる。

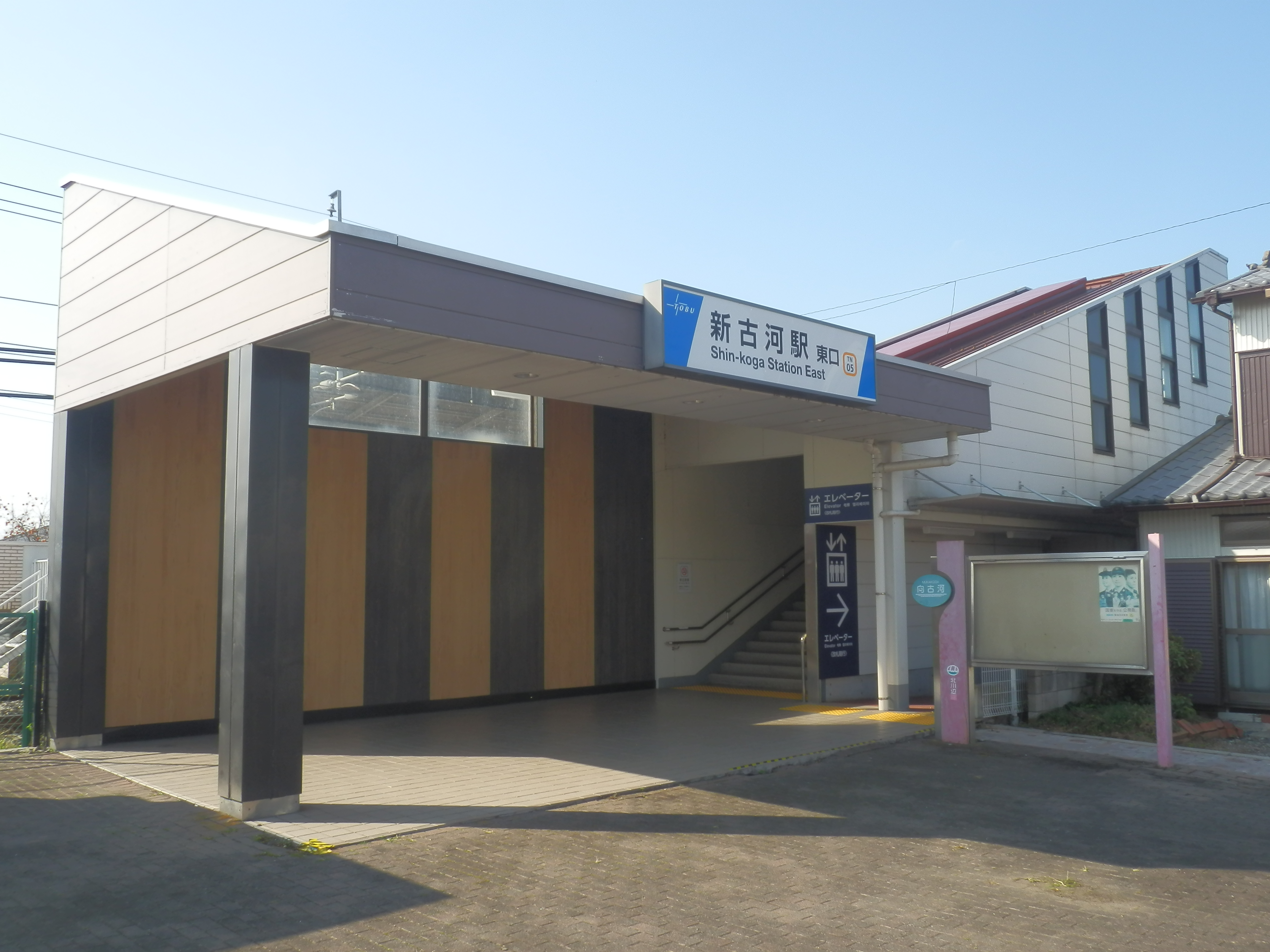
東口（2024年11月）
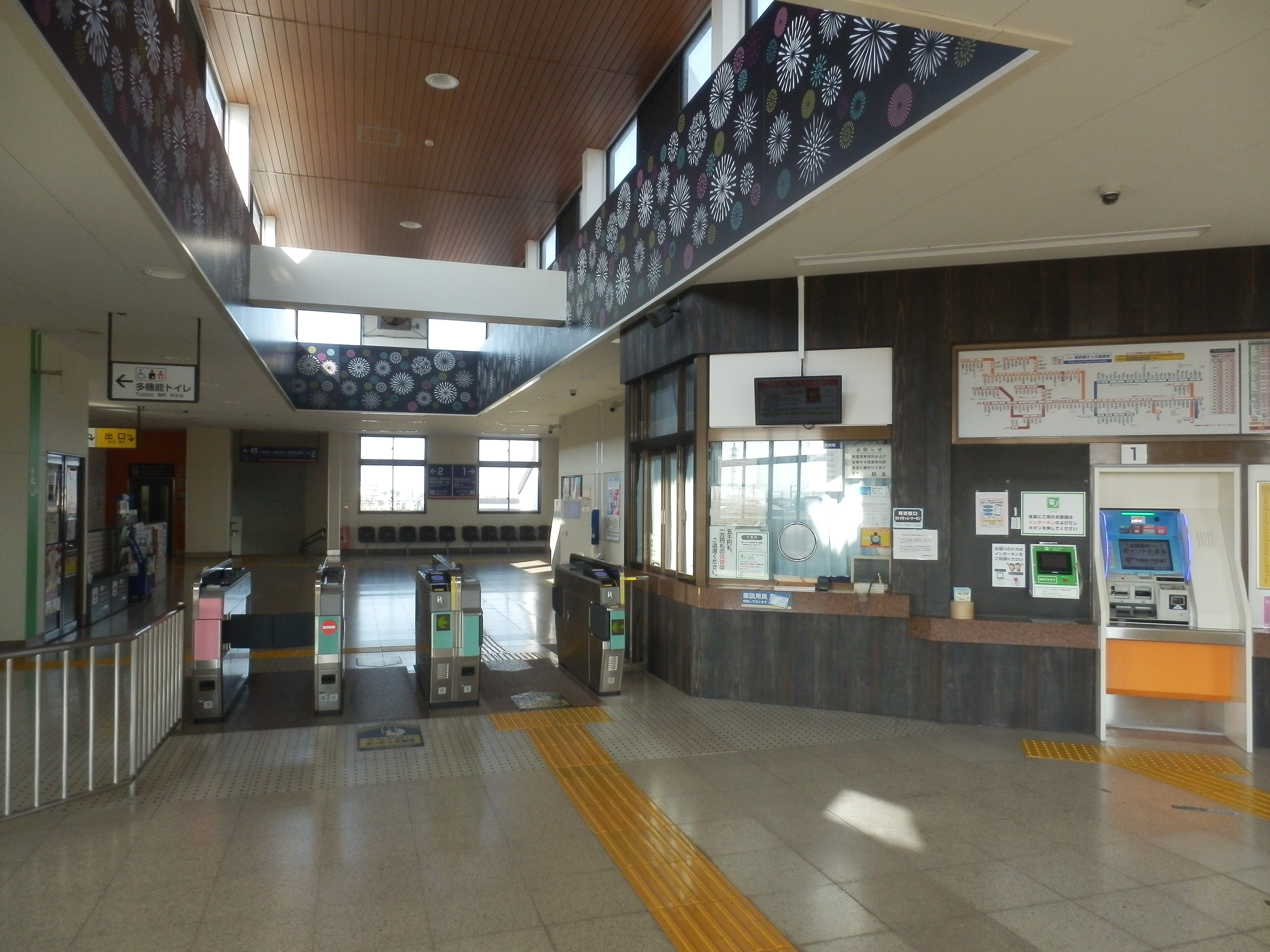
改札口（2024年11月）
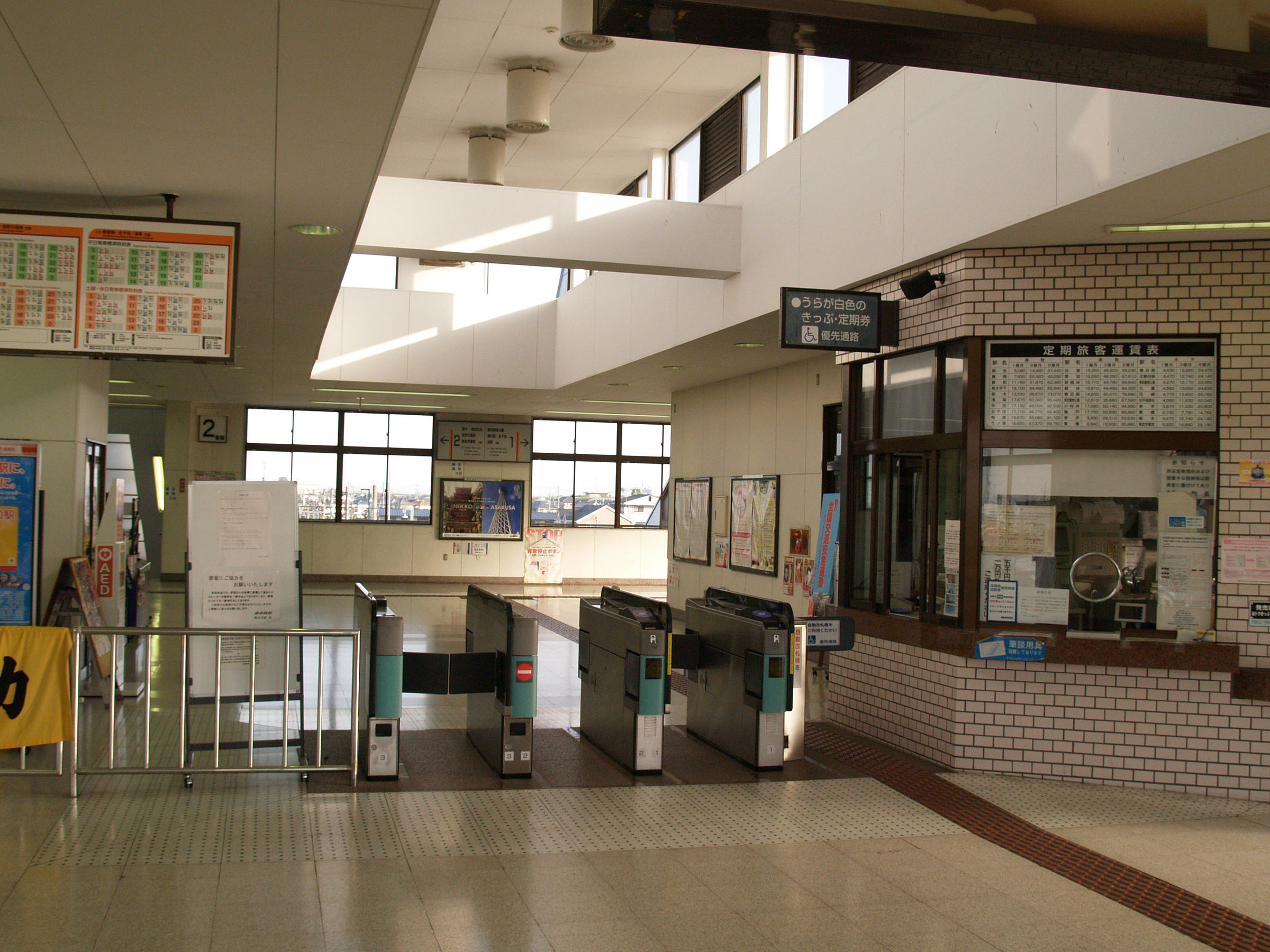
リニューアル前の改札口（2011年5月）
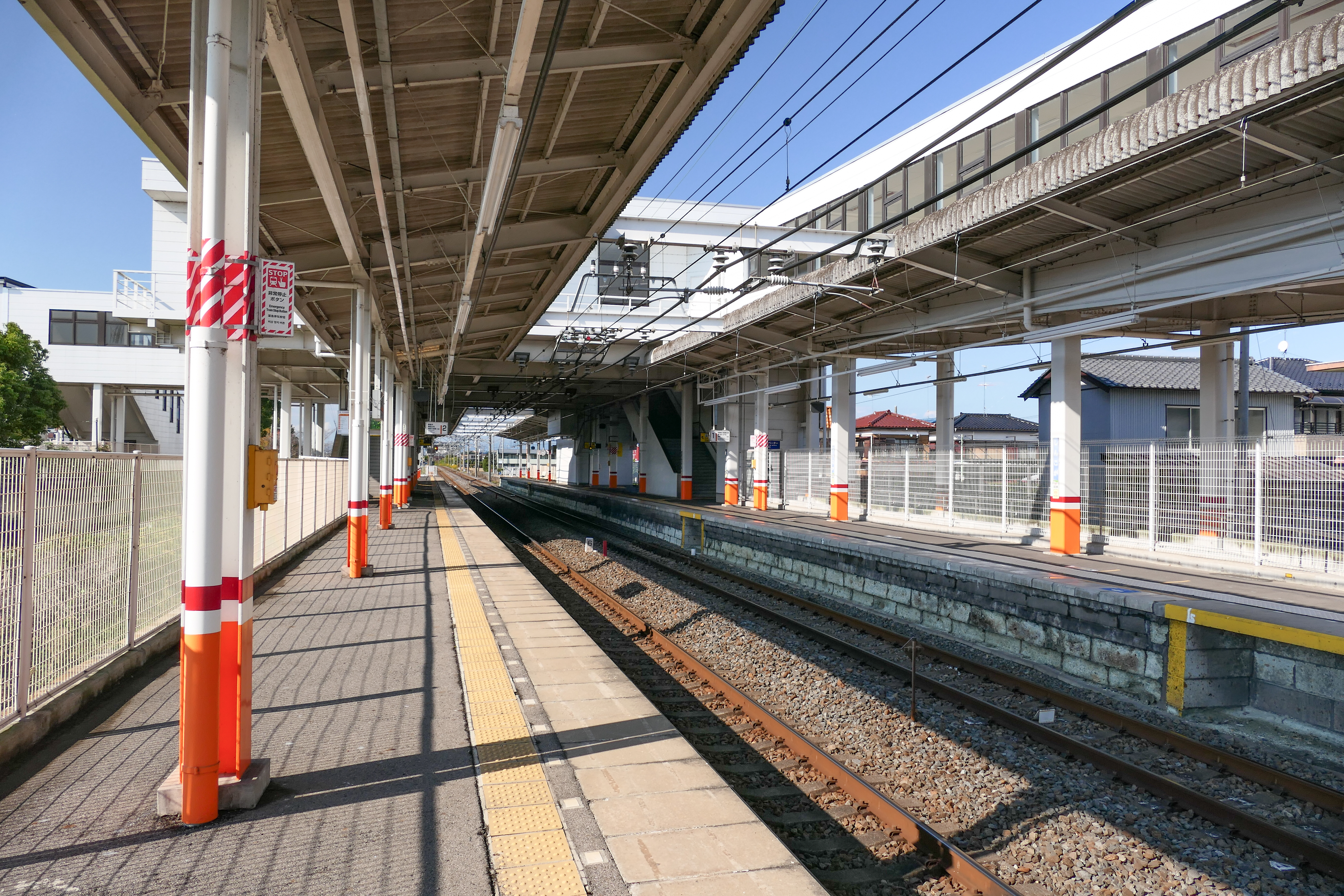
ホーム（2023年10月）

## 利用状況
2024年度の1日平均乗降人員は1,197人である。
毎年8月第一土曜日に茨城県古河市のゴルフ場『古河ゴルフリンクス』（渡良瀬川河川敷）で古河花火大会が開催される際は、当駅が渡良瀬川堤防まで徒歩5分という至近の距離であることから、乗降客が増え、臨時電車も上下線ともに多数運転される。
近年の1日平均乗降・乗車人員の推移は以下の通り。
| 年度               | 1日平均 乗降人員 | 1日平均 乗車人員 | 出典       |
| ------------------ | ---------------- | ---------------- | ---------- |
| 1998年（平成10年） | 3,008            |                  |            |
| 1999年（平成11年） | 3,022            | 1,554            | [ * 1 ]    |
| 2000年（平成12年） | 3,002            | 1,534            | [ * 2 ]    |
| 2001年（平成13年） | 3,035            | 1,525            | [ * 3 ]    |
| 2002年（平成14年） | 2,908            | 1,454            | [ * 4 ]    |
| 2003年（平成15年） | 2,819            | 1,406            | [ * 5 ]    |
| 2004年（平成16年） | 2,797            | 1,394            | [ * 6 ]    |
| 2005年（平成17年） | 2,818            | 1,404            | [ * 7 ]    |
| 2006年（平成18年） | 2,760            | 1,376            | [ * 8 ]    |
| 2007年（平成19年） | 2,691            | 1,343            | [ * 9 ]    |
| 2008年（平成20年） | 2,651            | 1,326            | [ * 10 ]   |
| 2009年（平成21年） | 2,565            | 1,281            | [ * 11 ]   |
| 2010年（平成22年） | 2,472            | 1,233            | [ * 12 ]   |
| 2011年（平成23年） | 2,288            | 1,143            | [ * 13 ]   |
| 2012年（平成24年） | 2,257            | 1,128            | [ * 14 ]   |
| 2013年（平成25年） | 2,172            | 1,085            | [ * 15 ]   |
| 2014年（平成26年） | 2,030            | 1,014            | [ * 16 ]   |
| 2015年（平成27年） | 1,921            | 962              | [ * 17 ]   |
| 2016年（平成28年） | 1,871            | 941              | [ * 18 ]   |
| 2017年（平成29年） | 1,794            | 900              | [ * 19 ]   |
| 2018年（平成30年） | 1,725            | 865              | [ * 20 ]   |
| 2019年（令和元年） | 1,631            | 817              | [ * 21 ]   |
| 2020年（令和02年） | 1,167            |                  | [ 東武 3 ] |
| 2021年（令和03年） | 1,174            | 589              | [ 東武 4 ] |
| 2022年（令和04年） | 1,228            | 616              | [ 東武 5 ] |
| 2023年（令和05年） | 1,179            | 590              | [ 東武 6 ] |
| 2024年（令和06年） | 1,197            | 600              | [ 東武 1 ] |

## 駅周辺
茨城県古河市とは渡良瀬川を挟んだ対岸に位置する。

### 東口
- 国道354号・三国橋 - 渡良瀬川を渡ると古河市街である。
- 古河郵便局
- 古河歴史博物館
- 古河文学館
- 鷹見泉石記念館
- 渡良瀬遊水地・古河ゴルフリンクス

### 西口
東武鉄道が開発した住宅地「東武CITY新古河」がある。この地域は、加須市陽光台の台地（微高地）上にある新興住宅地である。
- 加須市北川辺総合支所（旧・北川辺町役場）
  - 加須市北川辺公民館
- 北川辺生涯学習センター みのり
  - 加須市立北川辺図書館
- 北川辺体育館
- 埼玉東部消防組合加須消防署北川辺分署

かつては足利銀行の北川辺出張所が存在したが、2017年8月末をもって古河支店へ統合・廃止された。

## バス路線
西口に「新古河駅西口」停留所が設置されており、済生会加須病院へと結ぶ加須市コミュニティバス「かぞ絆号」が発着する。日曜・年末年始は運休。かつては県境を跨いだ古河駅や栃木大町などへ向かう東武バスの路線が発着していた。

## 隣の駅
東武鉄道
 日光線
■急行
通過
■普通
栗橋駅 (TN 04) - 新古河駅 (TN 05) - 柳生駅 (TN 06)